# 細川頼国
細川 頼国（ほそかわ よりくに）は、戦国時代の武士。

## 概要
奥州の高田城に住み、天正19年（1590年、実際はその翌年か）の夏に九戸政実と蒲生氏郷の戦い（九戸政実の乱か）で討死したという。